# Хрониките на Нарния: Лъвът, Вещицата и дрешникът (филм)
 Тази статия е за филмът.  За едноименния роман на К. С. Луис вижте Лъвът, Вещицата и дрешникът.  
Хрониките на Нарния: Лъвът, Вещицата и дрешникът е епичен фентъзи филм от 2005 година, режисиран от Андрю Адамсън и създаден по книгата Лъвът, Вещицата и дрешникът, първият публикуван роман от известната фентъзи поредица за деца на К. С. Луис - Хрониките на Нарния. Продуциран е от компанията Уолдън Медия. Четири британски деца са евакуирани по време на нападение срещу Лондон и са изпратени в провинцията, където намират дрешник, водещ към фентъзи свят на име Нарния, в който се съюзяват с лъва Аслан срещу силите на Бялата вещица.
Премиерната дата на лентата е 9 декември 2005 година, едновременно в Европа и Северна Америка, като филмът получава позитивни отзиви и отбеляза висок успех по отношение на боксофис приходите от прожекциите си. Носител е на наградата Оскар за 2005 година в категорията „Най-добър грим“ и различни други награди.

## Награди и номинации
| Категория                                    | Номиниран(и)                                                 | Резултат               |
| Оскар (5 март 2006 г.)                       | Оскар (5 март 2006 г.)                                       | Оскар (5 март 2006 г.) |
| -------------------------------------------- | ------------------------------------------------------------ | ---------------------- |
| Най-добър грим и прически                    | Най-добър грим и прически                                    | награда                |
| Най-добри визуални ефекти                    | Най-добри визуални ефекти                                    | номинация              |
| Най-добър звук                               | Най-добър звук                                               | номинация              |
| Награда на БАФТА (19 февруари 2006 г.)       |                                                              |                        |
| Най-добър грим и прически                    | Най-добър грим и прически                                    | награда                |
| Най-добри костюми                            | Най-добри костюми                                            | номинация              |
| Най-добри визуални ефекти                    | Най-добри визуални ефекти                                    | номинация              |
| Златен глобус (16 януари 2006 г.)            |                                                              |                        |
| Най-добра филмова музика                     | Хари Грегсън-Уилямс                                          | номинация              |
| Най-добра оригинална песен                   | „Wunderkind“                                                 | номинация              |
| Хюго                                         |                                                              |                        |
| Най-добро сценично представяне (дълга форма) | Най-добро сценично представяне (дълга форма)                 | номинация              |
| Сатурн (2 май 2006 г.)                       |                                                              |                        |
| Най-добри костюми                            | Най-добри костюми                                            | награда                |
| Най-добър грим                               | Най-добър грим                                               | награда                |
| Най-добър фентъзи филм                       | Най-добър фентъзи филм                                       | номинация              |
| Най-добри специални ефекти                   | Най-добри специални ефекти                                   | номинация              |
| Най-добър режисьор                           | Андрю Адамсън                                                | номинация              |
| Най-добър сценарий                           | Ан Пийкок, Андрю Адамсън, Кристофър Маркъс и Стивън Макфийли | номинация              |
| Най-добра актриса                            | Тилда Суинтън                                                | номинация              |
| Най-добър млад актьор                        | Уилям Моузли                                                 | номинация              |
| Емпайър (13 март 2006 г.)                    |                                                              |                        |
| Най-добър научнофантастичен или фентъзи филм | Най-добър научнофантастичен или фентъзи филм                 | номинация              |
| Най-добър дебют                              | Джеймс Макавой                                               | номинация              |
| Най-добър дебют                              | Джорджи Хенли                                                | номинация              |

## В България
На 23 декември 2005 г. филмът е пуснат по кината от Александра Филмс.
На 26 април 2006 г. е издаден на DVD от Александра Видео.
На 27 декември 2008 г. филмът е излъчен премиерно по bTV с разписание в събота от 20:00 ч.
На 31 декември 2011 г. филмът е излъчен по каналите на Нова Броудкастинг Груп.
| Озвучаващи артисти | Ани Василева Даниела Йорданова Ася Братанова Даниел Цочев Любомир Младенов Станислав Димитров |

| Изпълнителен продуцент | Васил Новаков                                                        |
| Преводач               | Силвия Вълкова                                                       |
| Озвучаващи артисти     | Петя Силянова Елена Пеева Илия Иванов Явор Караиванов Николай Пърлев |
| Тонрежисьор            | Мартин Станев                                                        |
| Режисьор на дублажа    | Петър Върбанов                                                       |